# Aneflus longissimus
Aneflus longissimus är en skalbaggsart som beskrevs av Bates 1885. Aneflus longissimus ingår i släktet Aneflus och familjen långhorningar. Inga underarter finns listade i Catalogue of Life.